# Salvatore Costanzo
Salvatore Costanzo (Catania, 9 aprile 1982) è un allenatore ed ex giocatore italiano di rugby a 15, in carriera attivo nel ruolo di pilone. Ha vinto 10 campionati italiani, che costituisce un record nazionale nel dopoguerra..
Dal 2019 al 2023 è stato allenatore del Mogliano, nell’estate del 2023, con l’ingaggio di Marco Caputo, rimane comunque all’interno dello staff come allenatore degli avanti.

## Biografia
Originario di Catania, Salvatore Costanzo fu ingaggiato dalle giovanili del Benetton a 16 anni; nella squadra seniores esordì durante il Super 10 2001-02 (il 13 aprile 2002, vittoria 38-7 contro Rovigo) e vinse il titolo di campione d'Italia già nella stagione d'esordio.
Nel 2003 fu convocato per l'Italia Under-21 e un anno più tardi l'allora C.T. John Kirwan lo fece esordire in un test match contro la Romania a Bucarest.
A tutto il 2016 sono quattro gli incontri internazionali di Costanzo, tutti nel 2004.
Nel 2011, dopo un anno in Celtic League con Treviso in cui non scese mai in campo, fu venduto al Calvisano per 40 000 euro; con la squadra del Bresciano vinse subito il titolo al termine della stagione 2011-12, il suo settimo dopo i sei vinti in Veneto; si riconfermò campione nel 2014 e, nel 2015, divenne il giocatore più titolato del rugby italiano del dopoguerra vincendo il suo nono scudetto e superando in tale particolare classifica Massimiliano Perziano, fermatosi a 8.
Al termine della stagione 2016-17, infine, la sua ultima in Italia, si aggiudicò l'ennesimo scudetto, il suo decimo, record nazionale del dopoguerra.
La finale fu il suo ultimo incontro professionistico, perché dopo tale titolo giunsero il ritiro e il trasferimento in Argentina, paese d'origine di sua moglie, dove intraprese un'attività di ristorazionie e si ingaggiò a livello dilettantistico nell'Olivos di Buenos Aires.
Dalla stagione di TOP12 2018-19 è stato allenatore degli avanti al Mogliano: responsabile della gestione della mischia, delle touche e dei punti d’incontro.
Dalla stagione 2020 all’estate 2023 è stato il primo allenatore affiancato come secondo a Stefan Basson. 
Nell’estate 2023 è tornato ad allenare gli avanti.

## Palmarès

### Giocatore
- Campionati italiani: 10
Benetton: 2002-03, 2003-04, 2005-06, 2006-07, 2008-09, 2009-10
Calvisano: 2011-12, 2013-14, 2014-15, 2016-17
- Coppe Italia: 4
Benetton Treviso: 2004-05, 2009-10
Calvisano: 2011-12, 2014-15
- Supercoppe d'Italia: 2
Benetton Treviso: 2006, 2009